# Helga Maria Novak
Pour les articles homonymes, voir Novak.
Helga Maria Novak (pseudonyme de  Maria Karlsdottir) est une poétesse d'expression allemande de nationalité islandaise née à Berlin-Köpenick le 8 septembre 1935 et morte le 24 décembre 2013 à Rüdersdorf (Brandebourg).

## Biographie
Enfant abandonnée, elle se sépare vers l'âge de quinze ans de sa famille adoptive au moment où elle rejoint la Freie Deutsche Jugend (FDJ), l'organisation de masse de la jeunesse créée et mise au service du Parti socialiste unifié d'Allemagne (SED), parti prédominant de l'Allemagne de l'Est. Elle y poursuit sa scolarité secondaire jusqu'en 1954. Elle étudie ensuite le journalisme et la philosophie à l'université de Leipzig jusqu'en 1957. Elle exerce différentes activités professionnelles : ouvrière à la chaîne, soudeuse, etc. Elle se marie à un ressortissant islandais en 1961, vit en Islande. Elle y travaille dans une pêcherie et dans une filature. Elle voyage également dans divers pays européens et aux États-Unis. Elle revient en RDA en 1965, reprend des études de littérature à Leipzig. La diffusion de textes de sa plume critiques envers le régime lui valent la destitution de la nationalité est-allemande en 1966. Commence une vie d'errance qui la mène tout d'abord à nouveau en Islande puis en Allemagne de l'Ouest (Berlin, Francfort-sur-le-Main), mais aussi en Yougoslavie et en Pologne où elle s'installe en 1987 dans la campagne cachoube proche par sa géologie et sa végétation des paysages brandebourgeois de son enfance. Elle est en butte à des tracasseries administratives en 2004 quand elle souhaite s'installer dans la région de Leipzig bien après la réunification allemande.

## Rayonnement
Cela n'empêche pas Helga M. Novak d'être récompensée par de nombreuses distinctions littéraires, notamment le prix littéraire de la ville de Brême en 1968, ou celui du Brandebourg en 1997, même si certains milieux littéraires d'outre-Rhin regrettent amèrement qu'elle figure avec  nombre de femmes de lettres parmi les oubliées de plus haute distinction littéraire, le prix Büchner.
Peu connue en France, Helga M. Novak est toutefois signalée dans l'Anthologie bilingue de la poésie allemande que fait paraître Jean-Pierre Lefèbvre dans la collection de la Pléiade de Gallimard en 1993. Sa notice biographique y souligne une poésie  « généralement simple, concrète, directe, [...] ». Une sélection, issue de son dernier recueil de poèmes, paraît en France au printemps 2007 sous le titre C'est là que je suis dans la collection Poésie des Éditions Buchet-Chastel, et un second (anthologie) Chaque pierre orpheline, aux éditions Hochroth, en 2013. 

## La poésie d'Helga M. Novak
La poésie d'Helga M. Novak est marquée par les sentiments que suscitent l'errance, le rejet et l'exil : la révolte, la nostalgie et la mélancolie. La sobriété et la rudesse de sa production ont été signalées à raison, mais sont aussi à souligner la véhémence sans affectation de ses évocations amoureuses, la causticité des paradoxes de la politique qu'elle condamne ainsi que l'originalité de ses élégies naturalistes qui dépeignent ses paysages intérieurs et physiques. Elle dit à sa façon les affres de la condamnation existentielle à la liberté qui est la nôtre avec passion et ironie.
Il est à espérer que l'Allemagne saura finir par reconnaitre dignement cette enfant perdue à la hauteur des services rendus à sa langue quand bien même elle aura, ce faisant, égratigné son pays natal.

## Œuvres
En allemand
- Ballade von der reisenden Anna, Neuwied  1965
- Colloquium mit vier Häuten, Neuwied  1967
- Das Gefrierhaus. Die Umgebung, Hamburg 1968 (coauteur : Timm Bartholl)
- Geselliges Beisammensein, Neuwied 1968
- Wohnhaft im Westend, Neuwied 1970 (coauteur : Horst Harasek)
- Aufenthalt in einem irren Haus, Neuwied 1971
- Seltsamer Bericht aus einer alten Stadt, Hannover 1973 (coauteur : Dorothea Nosbisch)
- Die Ballade von der kastrierten Puppe, Leverkusen 1975 (coauteur : Peter Kaczmarek)
- Balladen vom kurzen Prozess, Berlin 1975
- Die Landnahme von Torre Bela, Berlin 1976
- Margarete mit dem Schrank, Berlin 1978
- Grünheide Grünheide, Darmstadt 1983
- Legende Transsib, Darmstadt  1985
- Märkische Feemorgana, Frankfurt am Main 1989
- Aufenthalt in einem irren Haus, Frankfurt am Main 1995
- Silvatica, Frankfurt am Main 1997
- Solange noch Liebesbriefe eintreffen, Frankfurt am Main 1999
- Wo ich jetzt bin, Frankfurt am Main 2005

Autobiographies
- Die Eisheiligen, Darmstadt 1979
- Vogel federlos, Darmstadt 1982

Livres audio
- Fibelfabel aus Bibelbabel oder: Seitensprünge beim Studium der Mao-Bibel (Deutsche Grammophon/Luchterhand 2574 001)
- Solange noch Liebesbriefe eintreffen, lecture par Doris Wolters (Gugis Hörbücher & Bücher 3 939461 15 6)

En français
- C'est là que je suis, coll. Poésie, Buchet-Chastel, Paris, 2007
- Chaque pierre orpheline, éditions Hochroth, Paris, 2013 (anthologie conçue par Dagmara Kraus)